# Ар-Рагиб аль-Исфахани
Абу-ль-Касим аль-Хусейн ибн Муфаддаль ибн Мухаммад, более известный как Рагиб Исфахани (перс. ابوالقاسم حسین ابن محمّد الراغب الاصفهانی‎; ум. 1108), — мусульманский ученый одиннадцатого века, толкователь Корана и филолог арабского языка.

## Биография
Ар-Рагиб аль-Исфахани — что означает «исфаханский монах» — судя по его нисбе родился в Исфахане. Точная дата его рождения не известна. Умер в 1108.
Богословская позиция аль-Исфахани, возможно, была близка к ашаритской школе. В одной из своих работ под названием аль-И’тикадат аль-Исфахани выступает против как му’тазилитов, так и шиитов, показывая, что вопросы о его приверженности к какой-либо из этих течений является необоснованными.
Аль-Исфахани был против эманации из братьев чистоты, предпочитая вместо них креационизм. По словам аль-Исфахани понятию «справедливость» соответствует «возмездие» за нарушение.

## Труды
Его работа охватывает темы, начиная от этики до языкознания и мусульманской философии. Одна из его самых известных работ была Аль-Муфрадат в фи Гариб аль-Кур’ан.
Аль-Исфахани также разбирался в арабской литературе. Его литературная антология, которая была тщательно разделена по темам, вызвала большое уважения в кругах интеллигенции. Он был также отмечен в качестве раннего мусульманского автора на тему смешения религиозной и философской этики.